# Englezovac
Englezovac (en serbe cyrillique : Енглезовац) est un quartier de Belgrade, la capitale de la Serbie. Il est situé dans la municipalité urbaine de Vračar.

## Emplacement
Englezovac est situé à l'ouest de la municipalité, sur les pentes occidentales de la colline de Vračar ; il s'étend de la place de Slavija jusqu'au plateau de Vračar et jusqu'à l'église Saint-Sava. Les artères principales du quartier sont les rues Svetog Save et Makenzijeva et le Bulevar oslobođenja (le « Boulevard de la Libération ».

## Histoire
La construction d'Englezovac a commencé en 1880, quand un homme d'affaires écossais et membre de l'Église du Nazaréen, Francis Mackenzie, a acheté une vaste parcelle de terrain, qui fut familièrement appelée Englezovac, « la propriété de l'Anglais ». La parcelle fut divisée en lots et l'un d'entre eux fut donné à l'Église orthodoxe de Serbie pour la construction de l'église Saint-Sava. En 1894, la Société pour l'embellissement de Vračar suggéra à la ville de renommer Englezovac en Savinac, « le lieu de Saint Sava », considérant qu'« il était honteux pour la capitale serbe que tout un district porte le nom d'un Anglais » et inconcevable qu'un sanctuaire national (l'église Saint-Sava) soit situé sur une propriété étrangères[réf. nécessaire].
À la fin des années 1980, de nombreux livres et articles sur le Vieux Belgrade rendirent à nouveau populaire le terme de Englezovac, devenu, à cette époque, inconnu du public ; en revanche, la plupart des Belgradois se référent encore à cette partie de la ville en l'appelant simplement Vračar.